# هوهانس شانت
هوهانس شانت (ارمنی: Հովհաննես Շանթ؛  زادهٔ ۷ فوریهٔ ۱۹۶۴)، شاعر و نویسنده اهل ارمنستان است.

## زندگی‌نامه
وی هوهانس هاکوبیان (ارمنی: Հովհաննես Հակոբյան) در ۷ فوریهٔ ۱۹۶۴ در گیومری به دنیا آمد . وی هم اکنون ساکن شهر ایروان می‌باشد. 

## نگارخانه

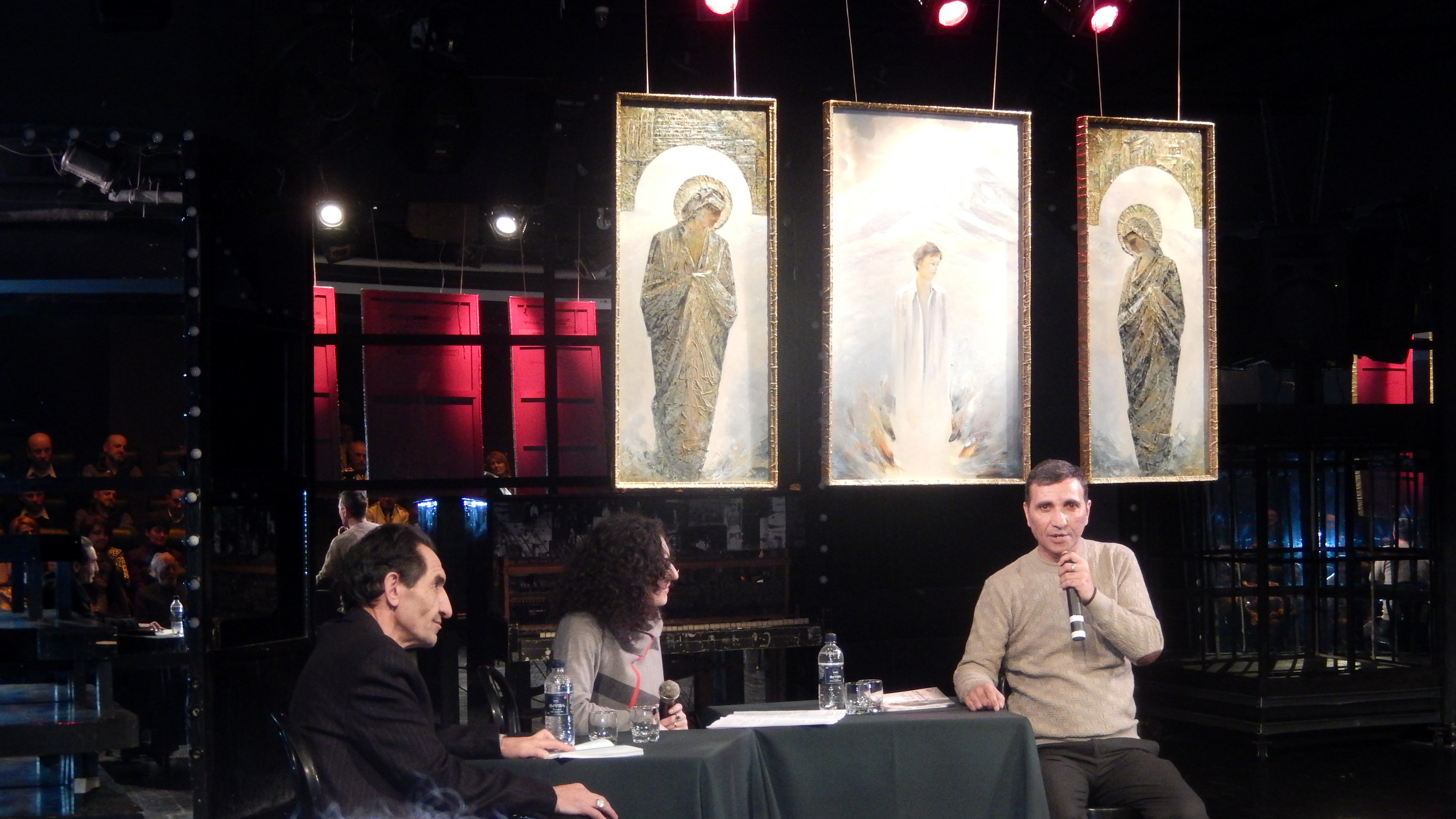